# Gare de Gouvy
Pour les articles homonymes, voir Gouvy.
La gare de Gouvy est une gare ferroviaire belge de la ligne 42, Rivage - Gouvy-frontière, située sur le territoire de la commune de Gouvy, en Région wallonne dans la province de Luxembourg.
Gare frontalière, elle est établie à proximité de la frontière luxembourgeoise.
Elle est mise en service en 1867 par la Compagnie des chemins de fer de l'Est, l'exploitant des lignes de la Société royale grand-ducale des chemins de fer Guillaume-Luxembourg. C'est une gare de la Société nationale des chemins de fer belges (SNCB) desservie par des trains InterCity (IC) et des trains d’heure de pointe (P) 

## Situation ferroviaire
Établie à 467 m d'altitude, la gare de Gouvy est située au point kilométrique (PK) 58,10 de la ligne 42, Rivage - Gouvy-frontière, entre la gare ouverte de Vielsalm et la frontière luxembourgeoise, dans le prolongement par la ligne luxembourgeoise no 1, Luxembourg - Troisvierges-frontière. C'est un ancien nœud ferroviaire avec la ligne 163, de Libramont à Saint-Vith (fermée et partiellement désaffectée), dont elle se trouve au PK 58,90.
La ligne, à voie unique, est à double voie sur le tronçon de Vielsalm à Gouvy.

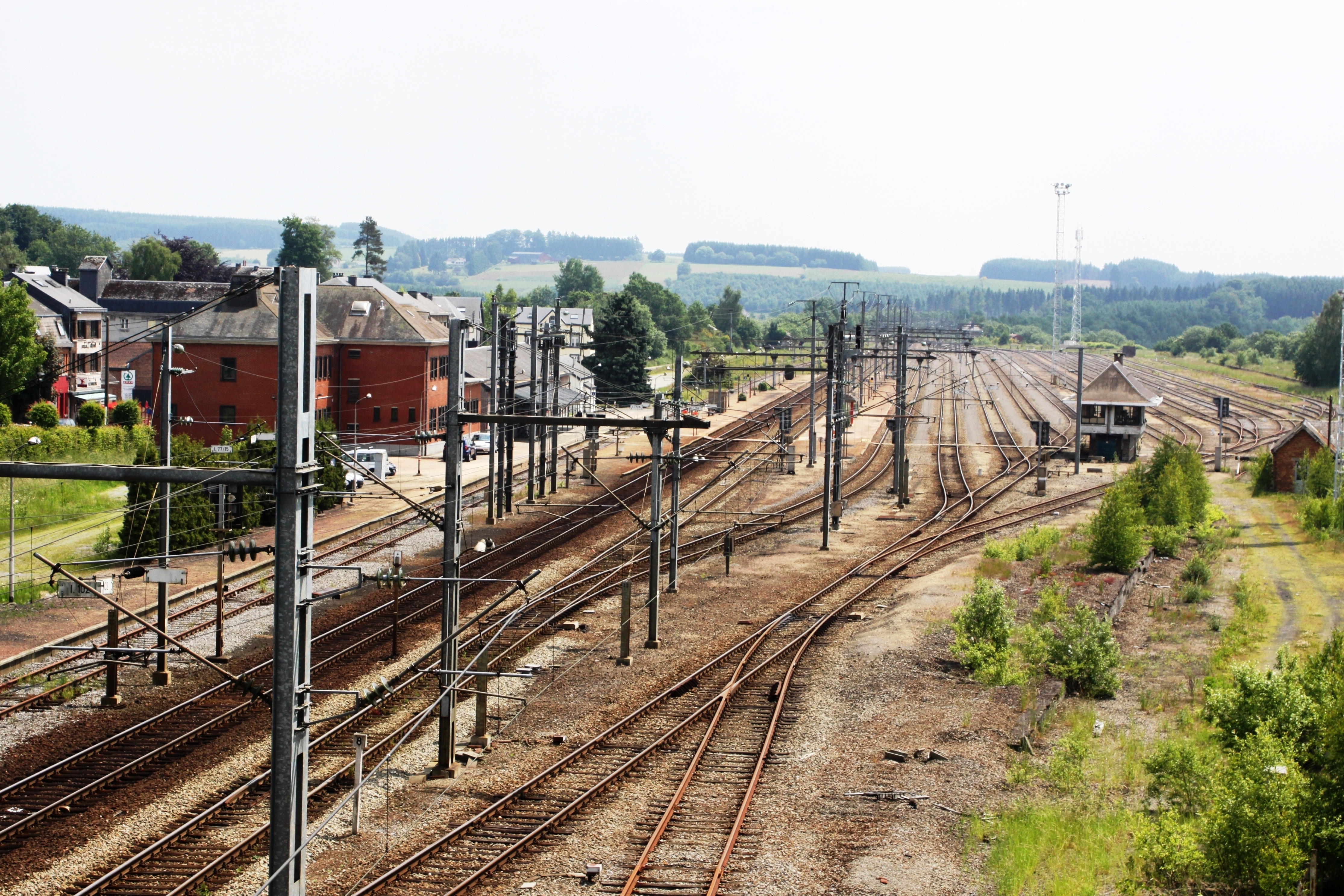
Vue d'ensemble de la gare.

## Histoire
Lastation de Gouvy est mise en service, le 20 février 1867, par la Compagnie des chemins de fer de l'Est, l'exploitant des lignes de la Société royale grand-ducale des chemins de fer Guillaume-Luxembourg (GL), lors de l'ouverture à l'exploitation de la ligne de Spa à la frontière, où elle prolonge la ligne de Luxembourg à Troisvierges-frontière,.
Elle est en 1872, comme la ligne, nationalisée par l'État Belge qui a racheté les infrastructures à la Compagnie GL.
Gouvy devient gare de bifurcation en 1885 avec la mise en service du prolongement de la ligne de Libramont à Bastogne. En 1917, l'occupant crée un nouveau prolongement à cette dernière jusqu'à la ville de Saint-Vith, devenue belge après la défaite allemande.
La gare est dotée d'une remise à locomotives mentionnée à partir de 1924 (elle est donc plus récente que celle de Trois-Ponts laquelle remontait à la fondation de la ligne). En janvier 1967, les trois dernières locomotives à vapeur belges (du type 81) y sont officiellement retirées du service. Perdant en importance avec la disparition des dessertes marchandises locales et la fin du changement de locomotives aux frontières, elle ferme finalement en 1997. Les bâtiments sont toujours visibles en 2022.
Le passage à l'an 2000 marque l'électrification de la ligne 42 sur toute sa longueur. Les installations de la gare de Gouvy sont modernisées.

## Service des voyageurs

### Accueil
Gare SNCB, elle dispose d’une salle d’attente pour les voyageurs. Jusqu’au 1er décembre 2021, elle disposait aussi d’un guichet qui permettait aux voyageurs d’acheter un titre de transport ou de le renouveler. Les voyageurs doivent maintenant acheter un titre de transport via un automate (qui se trouve sur le quai 1) ou via l’application mobile SNCB.
Un service pour les personnes à la mobilité réduite est assuré tous les jours sur réservation.

### Desserte
Depuis l'entrée en vigueur du plan de transport 2021-2023, la cadence des trains IC-33 en semaine est passée d'un train toutes les deux heures à un par heure, supprimant par contrecoup la plupart des trains P de la SNCB et Regional-Express (RE) de la Société nationale des chemins de fer luxembourgeois (CFL) qui circulaient auparavant jusque Gouvy.
Gouvy est desservie par des trains InterCity (IC) et d'heure de pointe (P) de la SNCB.
En semaine, la gare est desservie toutes les heures par des trains IC-33 entre Liège-Guillemins et Luxembourg. Deux trains P reliant Gouvy à Liège-Guillemins se rajoutent le matin et un autre effectue le même trajet dans l’autre sens l'après-midi.
Les week-ends et jours fériés, la desserte se résume aux IC-33 Liers - Luxembourg, qui circulent toutes les deux heures.

### Intermodalité
Un parc pour les vélos et un parking pour les véhicules y sont aménagés.

## Comptage voyageurs
Ce graphique et tableau montre le nombre de voyageurs embarquant en moyenne durant la semaine, le samedi et le dimanche.
| Nombre de passagers qui embarquent à la gare de Gouvy | Nombre de passagers qui embarquent à la gare de Gouvy | Nombre de passagers qui embarquent à la gare de Gouvy | Nombre de passagers qui embarquent à la gare de Gouvy |
|                                                       | Semaine                                               | Samedi                                                | Dimanche                                              |
| ----------------------------------------------------- | ----------------------------------------------------- | ----------------------------------------------------- | ----------------------------------------------------- |
| 1977                                                  | 346                                                   | 140                                                   | 160                                                   |
| 1978                                                  | 307                                                   | 203                                                   | 148                                                   |
| 1979                                                  | 394                                                   | 192                                                   | 304                                                   |
| 1980                                                  | 358                                                   | 174                                                   | 281                                                   |
| 1981                                                  | 370                                                   | 216                                                   | 312                                                   |
| 1982                                                  | 324                                                   | 189                                                   | 292                                                   |
| 1983                                                  | 363                                                   | 202                                                   | 297                                                   |
| 1984                                                  | 192                                                   | 82                                                    | 165                                                   |
| 1985                                                  | 198                                                   | 79                                                    | 156                                                   |
| 1986                                                  | 148                                                   | 69                                                    | 191                                                   |
| 1987                                                  | 186                                                   | 86                                                    | 169                                                   |
| 1988                                                  | 164                                                   | 71                                                    | 83                                                    |
| 1989                                                  | 194                                                   | 117                                                   | 159                                                   |
| 1990                                                  | 241                                                   | 118                                                   | 121                                                   |
| 1991                                                  | 179                                                   | 105                                                   | 202                                                   |
| 1992                                                  | 129                                                   | 103                                                   | 157                                                   |
| 1993                                                  | 188                                                   | 56                                                    | 121                                                   |
| 1994                                                  | 177                                                   | 71                                                    | 116                                                   |
| 1995                                                  | 168                                                   | 64                                                    | 182                                                   |
| 1996                                                  | 150                                                   | 81                                                    | 137                                                   |
| 1997                                                  | 205                                                   | 77                                                    | 164                                                   |
| 1998                                                  | 255                                                   | 85                                                    | 148                                                   |
| 1999                                                  | 126                                                   | 66                                                    | 110                                                   |
| 2000                                                  | 132                                                   | 47                                                    | 103                                                   |
| 2001                                                  | 184                                                   | 72                                                    | 94                                                    |
| 2002                                                  | 165                                                   | 51                                                    | 110                                                   |
| 2003                                                  | 193                                                   | 84                                                    | 108                                                   |
| 2004                                                  | 170                                                   | 56                                                    | 159                                                   |
| 2005                                                  | 178                                                   | 70                                                    | 118                                                   |
| 2006                                                  | 185                                                   | 76                                                    | 116                                                   |
| 2007                                                  | 200                                                   | 48                                                    | 133                                                   |
| 2008                                                  | -                                                     | -                                                     | -                                                     |
| 2009                                                  | 177                                                   | 54                                                    | 129                                                   |
| 2010                                                  | -                                                     | -                                                     | -                                                     |
| 2011                                                  | -                                                     | -                                                     | -                                                     |
| 2012                                                  | 200                                                   | 56                                                    | 172                                                   |
| 2013                                                  | 230                                                   | 70                                                    | 143                                                   |
| 2014                                                  | 223                                                   | 72                                                    | 172                                                   |
| 2015                                                  | 242                                                   | 96                                                    | 200                                                   |
| 2016                                                  | 235                                                   | 93                                                    | 203                                                   |
| 2017                                                  | 243                                                   | 109                                                   | 188                                                   |
| 2018                                                  | 214                                                   | 85                                                    | 133                                                   |
| 2019                                                  | 198                                                   | 106                                                   | 120                                                   |
| 2020                                                  | 211                                                   | 64                                                    | 133                                                   |
| 2021                                                  | -                                                     | -                                                     | -                                                     |
| 2022                                                  | 263                                                   | 128                                                   | 217                                                   |
| 2023                                                  | 266                                                   | 92                                                    | 149                                                   |
| 2024                                                  | 268                                                   | 306                                                   | 341                                                   |

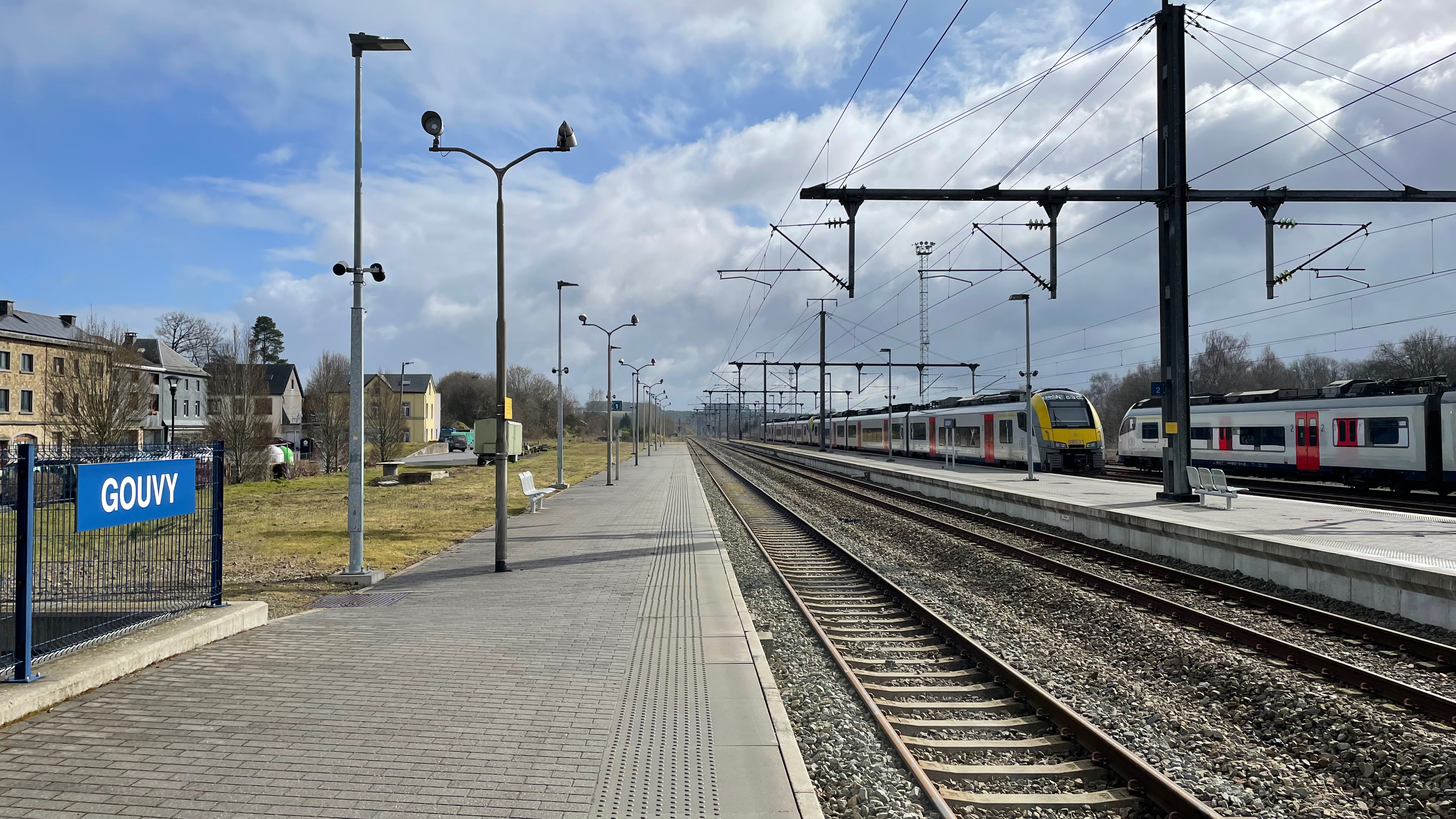
Quais et trains.
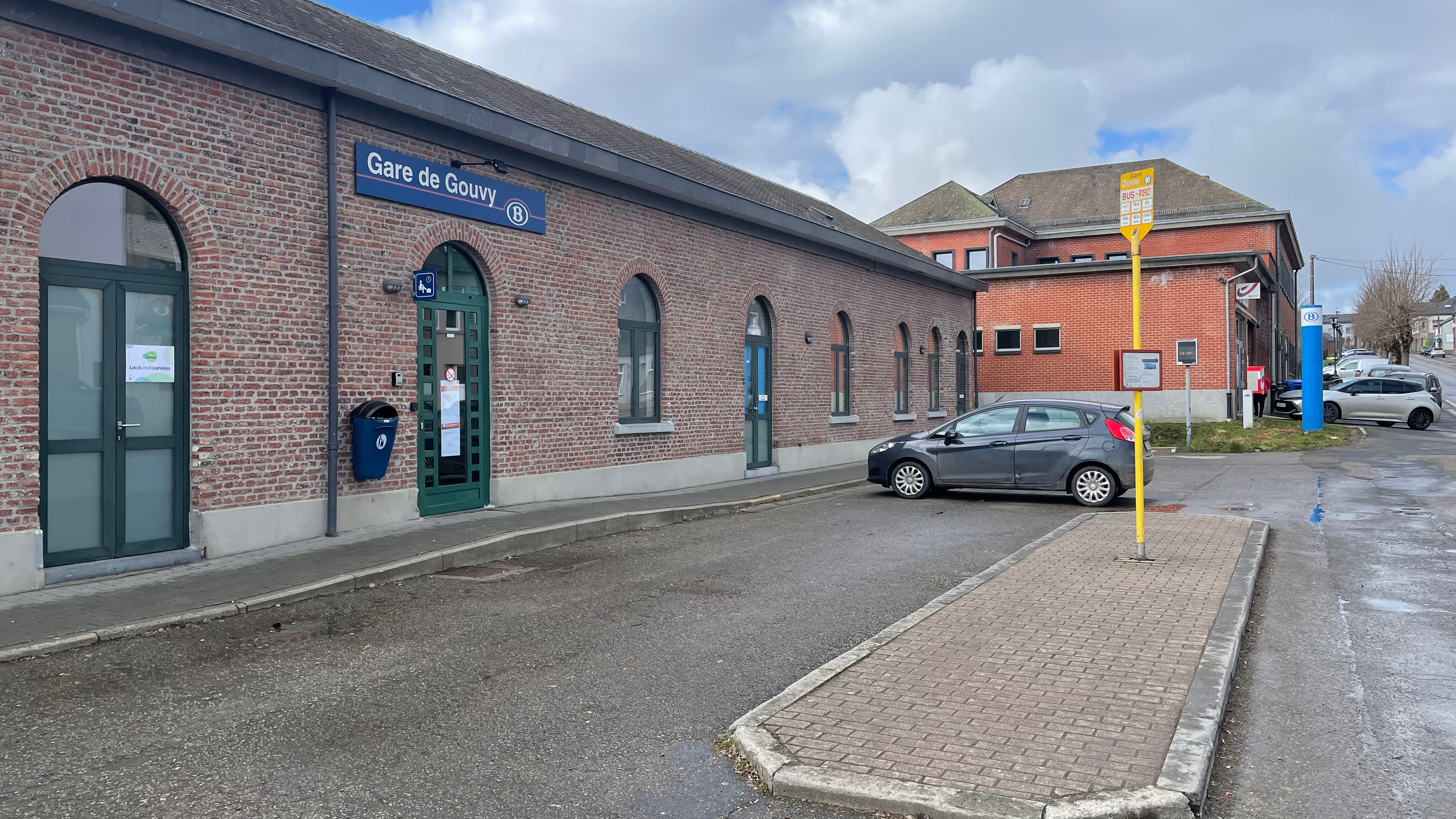
Bâtiment de la gare côté rue.
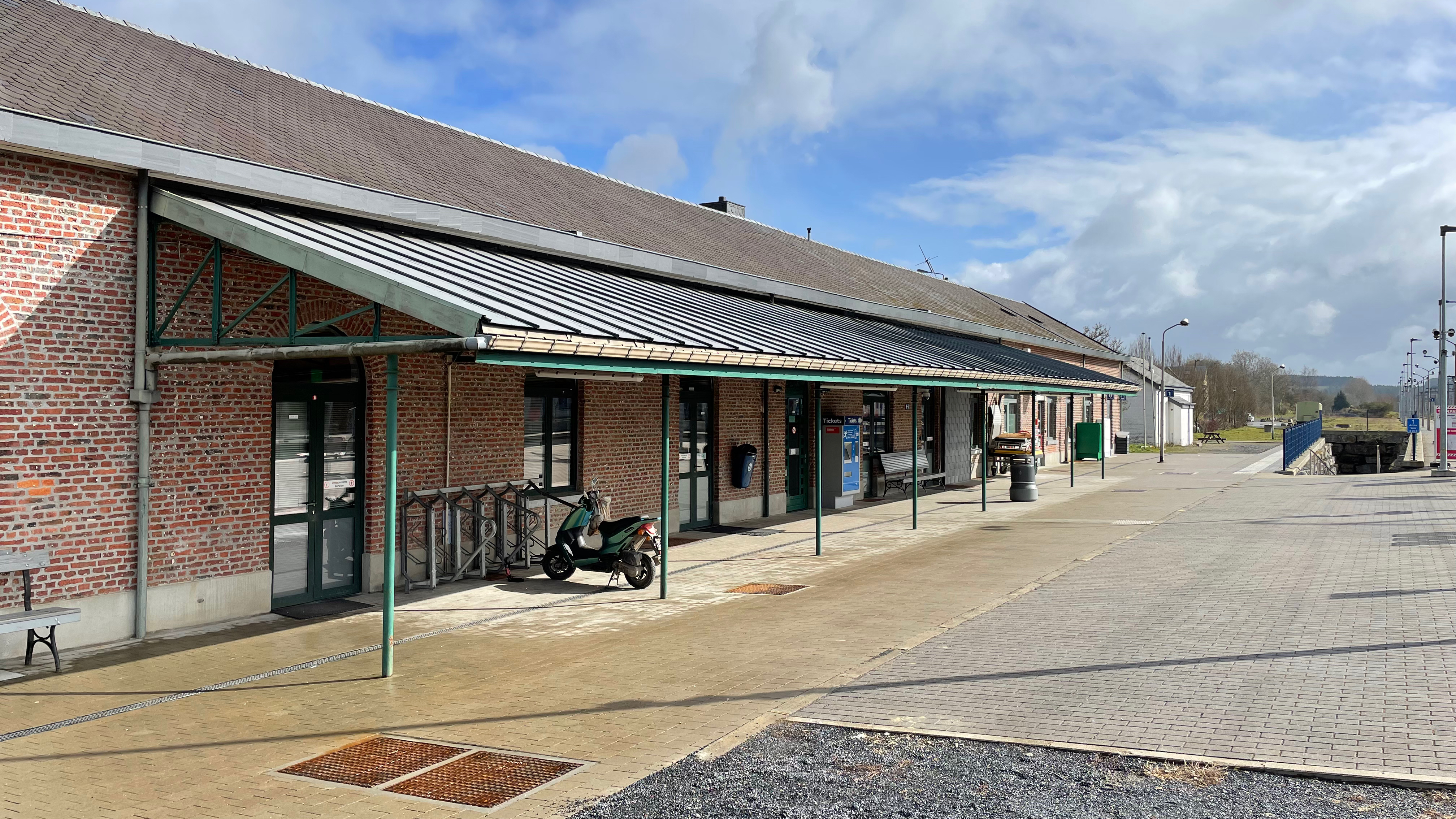
Côté quais.